# إد هاينيمان
إد هاينيمان (بالإنجليزية: Ed Heinemann)‏ هو مهندس فضاء جوي ومهندس أمريكي، ولد في 14 مارس 1908 في ساغيناو في الولايات المتحدة، وتوفي في 26 نوفمبر 1991 في رانشو سنتا في ‏ في الولايات المتحدة.